# المرور (الظهار)

تعديل مصدري - تعديل

المرور  هي إحدى حارات حي الظهار بمدينة إب اليمنية، بلغ تعداد سكانها 2980 نسمة حسب تعداد اليمن لعام 2004.